# Tynelia prominens
Tynelia prominens är en insektsart som beskrevs av Walker. Tynelia prominens ingår i släktet Tynelia och familjen hornstritar. Inga underarter finns listade i Catalogue of Life.